# George Howard (13e comte de Carlisle)
Pour les articles homonymes, voir George Howard.
George William Beaumont Howard, 13e comte de Carlisle (né le 15 février 1949), titré vicomte Morpeth de 1963 à 1994, est un noble britannique, homme politique et pair héréditaire. Il hérite des titres de comte de Carlisle, de vicomte Howard de Morpeth, de baron Dacre de Gillesland (dans la pairie d'Angleterre) et de Lord Ruthven de Freeland (dans la pairie d'Écosse), en 1994 à la mort de son père, Charles Howard (12e comte de Carlisle). Membre de la famille Howard et parent du duc de Norfolk, il est également cohéritier des baronnies de Greystock et Clifford.

## Biographie
Formé au Collège d'Eton et Balliol College, Oxford, il sert comme officier dans l'armée britannique avec les 9e/12e régiment royal de lanciers, prenant sa retraite avec le grade de major.
Il se présente sans succès à Easington aux élections générales de 1987 et Leeds West aux élections générales de 1992 ainsi que Northumbria aux élections européennes de 1989 pour les libéraux-démocrates.
Ayant perdu son droit automatique à un siège à la Chambre des Lords en vertu de la House of Lords Act 1999, Lord Carlisle se présente en tant que libéral démocrate aux élections à la Chambre des Lords, sa meilleure performance est de terminer loin derrière David Pollock (3e vicomte Hanworth) lors de l'élection partielle de 2011 pour remplacer Lord Strabolgi.
Lord Carlisle est un universitaire et un commentateur sur les questions relatives aux États baltes, ayant vécu quelque temps à Tartu, en Estonie. Le Président de l'Estonie le nomme Chevalier de 1re classe de l'Ordre de la Croix de Terra Mariana. Il joue un rôle important dans la sécurisation des plaques commémoratives des 112 militaires britanniques tués lors de l'opération de 1919 qui a assuré l'indépendance des États baltes. Ces plaques ont été installées à de nombreux endroits, notamment à la cathédrale de Portsmouth par le First Sea Lord de l'époque, l'amiral Alan West en 2005, et par la Reine lors de sa visite à Tallinn en 2010.
L'héritier présomptif du comté et des titres associés est le frère du 13e comte, Philip Charles Wentworth Howard.